# Short Shifting
Der Begriff Short Shifting kommt aus dem Motorsport und bezeichnet das frühe Hochschalten in den nächsten Getriebe-Gang vor dem Erreichen der Drehzahl mit der höchsten Leistung.

## Anwendung im Motorsport
Normalerweise wird im Motorsport der nutzbare Drehzahlbereich bis zum Maximum ausgeschöpft, um die Motorleistung komplett nutzen zu können und um nach dem Hochschalten sofort wieder eine hohe Drehzahl in der Gegend des maximalen Drehmoments zu haben. Unter besonderen Bedingungen ist diese Fahrtechnik aber nicht erwünscht. Dazu zählen mangelnde Traktion (z. B. bei feuchter Strecke), wenn zu hohe Leistung die Räder durchdrehen lassen würde und nicht in Vortrieb umgesetzt werden könnte, Motorprobleme (etwa wegen Überhitzung) oder die Schonung der Fahrzeugtechnik bzw. des Treibstoffes (in der Formel 1), wenn es die Rennsituation erlaubt (z. B. bei sicherer Führung).

## Anwendung im Alltagsverkehr
Der häufigste Grund die Anwendung von Short-Shifting im Alltagsverkehr ist die Verbesserung des Kraftstoffverbrauchs. Indem der Motor am unteren Ende seines Drehzahlbereichs gehalten wird, wird weniger Kraftstoff verbraucht. Dies ist vor allem bei „drehmomentstarken“ Fahrzeugen üblich, d. h. bei Fahrzeugen, deren Motordrehmomentkurve bei niedrigeren Drehzahlen ihren Höhepunkt erreicht als die Leistungskurve, da das höhere Drehmoment bei niedrigen Drehzahlen ein besseres Beschleunigungsverhalten ermöglicht, ohne dass der Motor in seinem Leistungsbereich hochgefahren werden muss. Viele Diesel-Lkw-Fahrer praktizieren eine spezielle Art des Kurzschaltens, das so genannte progressive Schalten, bei dem der Drehzahlschaltpunkt mit jedem Gang erhöht wird, aber immer noch kurz vor dem Leistungsband liegt.
Short Shifting reduziert in der Regel die Belastungen von Antrieb und Reifen, wird aber meist mit niedrigeren Durchschnittsgeschwindigkeiten erkauft.